# Gabriele Possenti
Gabriele Possenti eller Gabriel av den smärtorika Modern (italienska Gabriele dell'Addolorata), född 1 mars 1838 i Assisi, död 27 februari 1862 i Isola del Gran Sasso d'Italia, var en italiensk passionist och präststuderande. Han vördas som helgon inom Romersk-katolska kyrkan, med minnesdag den 27 februari.

### Webbkällor
- ”Bl. Gabriel Possenti”. Catholic Encyclopedia. New Advent. http://www.newadvent.org/cathen/06330c.htm. Läst 15 augusti 2017.
- ”San Gabriele dell'Addolorata, religioso”. Santi e Beati. http://www.santiebeati.it/dettaglio/31500. Läst 15 augusti 2017.